# Монасыпов, Алмаз Закирович
Алма́з Заки́рович Монасы́пов (тат. Алмаз Закир улы Монасыйпов, 11 июля 1925, Казань — 24 июля 2008, Москва) — советский и российский композитор, дирижёр, педагог, Заслуженный деятель искусств РСФСР (1987 год), Народный артист Республики Татарстан (2000 год), Заслуженный деятель искусств Татарской АССР (1969 год), лауреат Государственной премии Татарской ССР имени Габдуллы Тукая (1991 год).

## Биография
Алмаз Монасыпов родился 11 июля 1925 года в Казани. В детстве и юности занимался по классу виолончели у преподавателя Р. Л. Полякова в Казанской музыкальной школе и училище.
В 1942 году артист оркестра Театра оперы и балета в Казани. В 1942—1943 годах — артист Квартета Татарской филармонии.
В 1943 году Монасыпов был призван в ряды Советской Армии, участвовал в Великой Отечественной войне.
В 1949—1955 годах преподаватель музыкальной школы в Казани.
Окончил Казанскую консерваторию по классам виолончели у А. Броуна (1950 год) и композиции у А. Лемана (1956 год), в 1964 году — ассистентуру-стажировку по симфоническому дирижированию по классу И. Шермана.
В 1951—1952 годах — концертмейстер Казанской консерватории. В 1956—1958 годах — преподаватель Казанского музыкального училища.
В 1959—1970 годах дирижёр Татарского театра оперы и балета. Участвовал в постановке опер «Русалка» А. Даргомыжского, «Фауст» Ш. Гуно, «Битва при Леньяно» Дж. Верди, «Дуэнья» С. Прокофьева, «Борис Годунов» М. Мусоргского, «Катерина Измайлова» Д. Шостаковича, «Джалиль» и «Тюляк и Су-Слу» Н. Жиганова и других.
В 1970—1971 годах дирижёр симфонического оркестра Татарской филармонии; в 1968—1972 годах преподаватель Казанской консерватории (по классу композиции). Среди учеников — Ш. Шарифуллин, А. Миргородский, А. Корепанов, Л. Чиркова, Д. Хасаншин.
С 1973 по 2008 год жил и работал в Москве. Умер 22 июля 2008 года в Москве. Похоронен на Митинском кладбище.

## Творчество
Творчество А. Монасыпова охватывает симфонические произведения, камерно-инструментальные и вокальные сочинения, музыку к драматическим спектаклям.
А. Монасыпов — признанный композитор-симфонист. Его произведения этого жанра — 4 симфонии (2 из них программные: Вторая — симфония-поэма «Муса Джалиль», на музыку которой в Татарском театре оперы и балета в 1971 году балетмейстером Д.Ариповой был поставлен балет «Бессмертная песня», и Четвёртая — «Дастан»), симфонические поэмы «Бәйрәм бүген!» («Сегодня праздник!») и «Идель-йорт», «Музыкальное приношение Салиху Сайдашеву» для симфонического оркестра.
Отдельная страница творчества композитора — вокальные сочинения. Среди вокально-симфонических произведений А. Монасыпова особенно выделяется поэма «Тукай аһәңнәре» («В ритмах Тукая», стихи Габдуллы Тукая). В ней неотделимо переплелись звучания татарских народных песен, экспрессивные восточные мотивы и ритмы, элементы джаза, оригинальный инструментальный состав.
Композитор по-новому раскрыл музыкальную культуру татар-кряшен, фольклор которых послужил основой для создания концерта-рапсодии «Керәшен моңнары» («Кряшенские напевы») на народные тексты.
А. Монасыпов использовал в своём творчестве такие традиции исламской музыкально-поэтической культуры Востока, как «книжное пение», интонации баитов и мунаджатов. Эта линия прослеживается от Второй и Четвертой симфоний, во многих вокально-инструментальных произведениях, включая сюиту для ансамбля фольклорной музыки «Чал Болгардан килгән аһәң-хикмия» («Предания Древнего Булгара»).
Наряду с восточными, в творчестве композитора особое значение приобретает европейские традиции. Им используются европейские музыкальные жанры: концертино-серенада для скрипки и симфонического оркестра, песенные баркаролы, пассакалья и сицилиана в Третьей симфонии, пассакалья в поэме «Тукай аһәңнәре» («В ритмах Тукая»). Особенно значительны связи музыки А. Монасыпова с эпохой барокко, использование полифонической техники, органа в симфонических произведениях, вокализа («Аvе, Маria» на клавирную прелюдию И. С. Баха).
Особое место в творчестве Алмаза Монасыпова занимает джаз. Ещё со студенческих лет его связывает большая дружба с Олегом Лундстремом. Для его коллектива композитором были написаны первые джазовые пьесы.

## Сочинения

### Симфонические произведения
- Симфония, 1963
- Симфония-поэма «Муса Джалиль», 1971
- Симфония, 1974
- Симфония «Дастан», 1978
- Балетная сюита для симфонического оркестра, 1960
- Концертино-серенада для скрипки и симфонического оркестра, 1979
- Симфоническая поэма «Бәйрәм бүген!» — («Сегодня праздник!»), 1975
- Симфоническая поэма «Идель-йорт», 1994
- Симфоническая поэма «Музыкальное приношение Салиху Сайдашеву», 1990
- Симфоническая поэма «Праздничная увертюра», посвящена 1000-летию Казани, 2005

### Вокально-инструментальные произведения
- Вокально-симфоническая поэма «Тукай аһәңнәре» («В ритмах Тукая») на стихи Г.Тукая для баритона и ансамбля струнных, ударных, электрогитар, фортепиано и органа, 1975
- Концерт-рапсодия «Керәшен моңнары» («Кряшенские напевы») на народные тексты для тенора, сопрано и камерного оркестра, 1998
- Сюита «Чал Болгардан килгән аһәң-хикмия» («Предания Древнего Булгара») на стихи С.Бакыргани, Г.Кандалыя, народные тексты для ансамбля фольклорной музыки, 2002
- Вокально-симфоническая поэма «Атнабай дөньясына сәяхәт» («Путешествие в страну Атнабая») на стихи А.Атнабая для тенора и симфонического оркестра, 2006

### Камерно-инструментальные произведения
- Соната для скрипки и фортепиано, 1954
- Ария для гобоя и струнного оркестра, 1970
- Камерный концерт для трех флейт и арфы, 1979
- Фортепианный цикл — «Пять лирических картинок и марш», 1972
- Фортепианный цикл «Мозаика», 1975
- Фортепианный цикл «Узоры», 1981
- Пьесы для виолончели, скрипки и фортепиано
- Сочинения для эстрадного оркестра

### Музыка к драматическим спектаклям
- «Проделки Белиссы» по пьесе Лопе де Вега, 1963
- «Әлдермештән Әлмәндәр» («Альмандар из Альдермыша») по пьесе Т.Миннуллина, 1976
- «Югалган бер көн», «Китмәгез, тургайлар» («Потерянный день», «Не улетайте, жаворонки») по пьесам А.Гилязова, 1977
- «Идегей» по пьесе Н.Исанбета, 1994

### Музыка к фильмам, песни
- Музыка к документальным кинофильмам
- Более 300 песен и романсов и др.

## Награды
- Медаль «В память 1000-летия Казани» (2005 год)[5].
- Медаль «За доблестный труд» (2005 год) — за большой вклад в развитие музыкального искусства, многолетний доблестный труд на благо Республики Татарстан[6].